# أمبير تانغ
أمبير تانغ (بالصينية: 鄧卓殷) هي ممثلة صينية، ولدت في 30 أبريل 1995.